# Caligus absens
Caligus absens is een eenoogkreeftjessoort uit de familie van de Caligidae. De wetenschappelijke naam van de soort is voor het eerst geldig gepubliceerd in 2000 door Ho, Lin & Chen.